# 美國海外傳道委員會

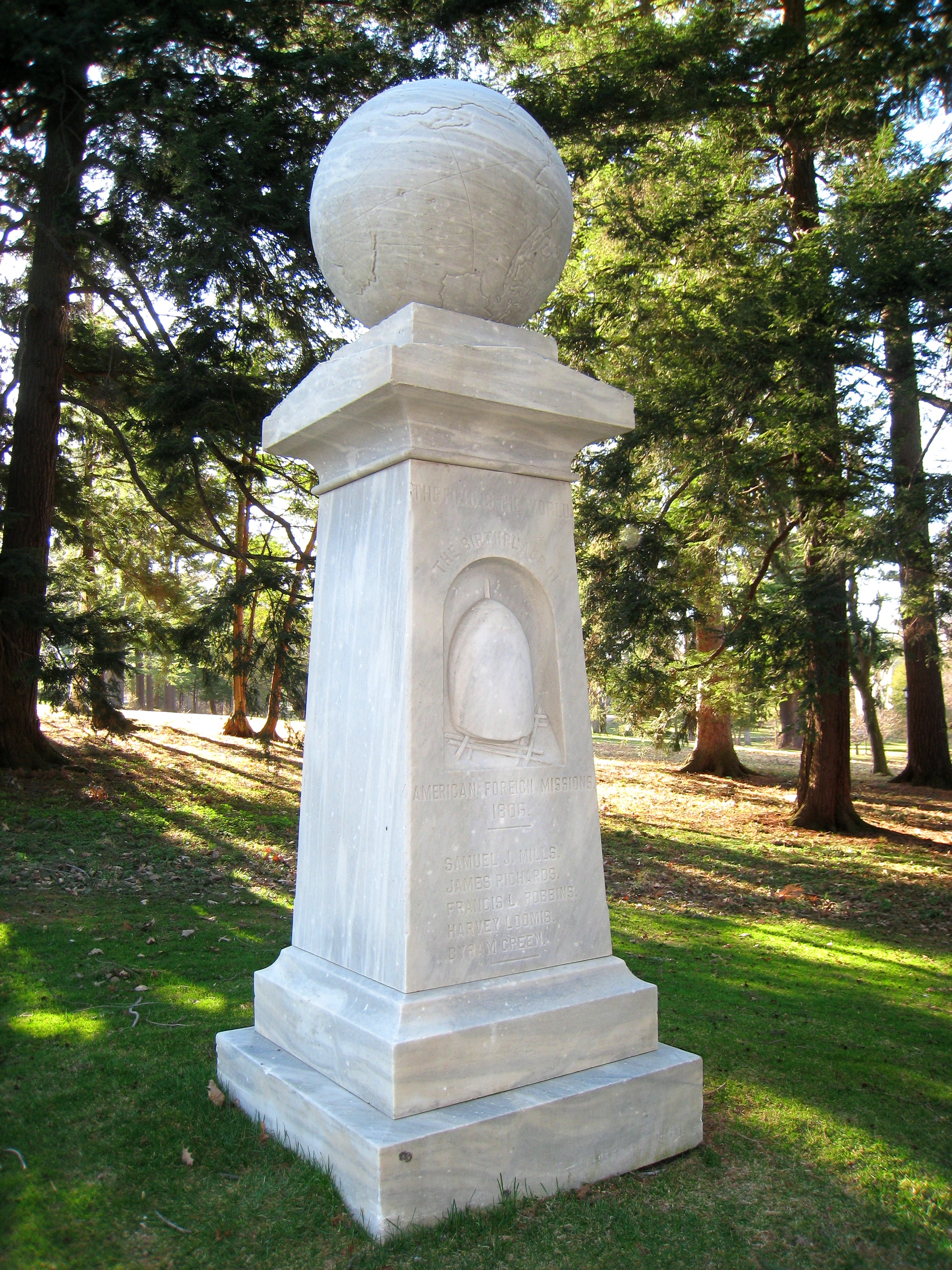
威廉斯学院的干草堆纪念碑

美国海外傳道委員會（American Board of Commissioners for Foreign Missions，ABCFM）全稱是美國公理宗海外傳道部，簡稱美部會，是第一个美国基督教歸正宗海外传教机构。1810年，美国马萨诸塞州威廉斯学院的一批毕业生提议成立，1812年正式创立。1961年和其他机构合并成立美国联合基督教会差会（United Church Board for World Ministries）。
美国海外傳道委員會的成立受到了第二次大觉醒的影响，得到公理会、长老会（1812–1870）、美国归正会（1826–1857）等教派的支持，后来公理会以外的教派陆续退出。

## 早期传教
自从1812年派出第一批5名传教士后，到1840年，美国海外傳道委員會已经进入下列地区：印度（孟买地区）、锡兰（今斯里兰卡）北部的贾夫纳半岛、桑威奇群岛（夏威夷)，东亚（中国、新加坡和暹罗)，中东（希腊、塞浦路斯、土耳其、叙利亚、巴勒斯坦和波斯）以及非洲（西非—Cape Palmas—和南非—祖鲁人）。

## 美部會在中国
美国海外傳道委員會（美部會）是紧随伦敦会和荷蘭传教会（Netherlands Missionary Society）之后，第三个进入中国的更正教差会，也是第一个进入中国的美国差会。到1890年，公理会已经在中国的直隶、福建、山西、山东、广东5省建立了14个传教士驻扎总堂，近1000名领圣餐信徒。

## 传教士
- 海勒姆·宾厄姆一世 (Hiram Bingham I，1789 - 1869)
- 裨治文：第一位到中国的美国传教士
- 康提多（Titus Coan） (1801- 1882)

## 当地工人
- 梁发——在1835年逃往馬六甲之後，在當地曾協助美國公理會杜里时牧师（Rev. Ira Tracy，又译崔理事）翻译《新加坡栽种会敬告中国务农之人》一书[2]

### 引用
1. ↑  Townsend (1890), 233-234
2. ↑  陈才俊. . 基督教与中国研究中心.   [2015-09-17]. （原始内容存档于2021-08-02）. |work=和|website=只需其一 (帮助)